# GSC2850-263
GSC2850-263 — хімічно пекулярна зоря спектрального класу A, що має видиму зоряну величину в смузі V приблизно  9,8.